# Котте, Вернер
Ве́рнер Ко́тте (нем. Werner Kotte; род. 3 сентября 1931, Дрезден) — военно-морской деятель ГДР, в 1974—1984 годах командир 1-й флотилии фольксмарине, контр-адмирал (1982 год).

## Биография
Из семьи пекаря. По окончании школы в 1948—1950 годах учился на плотника. 4 августа 1950 года вступил в ряды Морской народной полиции, предшественницы ВМС ГДР. В 1950—1952 годах учился в Школе морской полиции в Парове(Seepolizeischule Parow). После её окончания в 1953—1954 годах командовал сторожевым кораблём на ВМБ Пенемюнде. В 1954 году стал членом СЕПГ. В 1954—1956 годах был офицером по боевой подготовке в штабе Морской народной полиции (Offizier für Gefechtsausbildung im Stab der Volkspolizei See). В 1956—1958 годах проходил обучение в офицерской военно-морской школе в Штральзунде (See-Offz. Schule Stralsund), будущей Высшей Офицерской Школе ВМС имени Карла Либкнехта. В 1956—1958 годах Котте служил офицером по оперативной работе и начальником штаба базы 1-й флотилии ВМС ГДР(Offizier für operative Arbeit sowie als Stabschef im Stützpunkt der 1. Flottille). В 1959—1961 годах он возобновил и закончил своё обучение в офицерской военно-морской школе. В 1962 году вернулся в 1-ю флотилию штурманом. Вскоре (в том же году) получил должность руководителя подотдела боевой подготовки и заместителя начальника штаба 1-й флотилии.
В 1966—1969 годах Котте учился в Военной академии ННА им. Фридриха Энгельса. После её окончания до 1971 года служил начальником оперативного отдела и заместителем начальника штаба 1-й флотилии. В 1971—1974 годах был начальником штаба и заместителем командира 1-й флотилии (Stellvertretender Chef ud Stabschef der 1. Flottille). 1 декабря 1974 года в ранге капитана цур Зее он сам стал командиром 1-й флотилии, сменив на этом посту Ганса Хофмана. 7 октября 1982 года, в 33-ю годовщину образования ГДР, Котте получил звание контр-адмирала. С 1 декабря 1984 года по 30 сентября 1990 года он занимал пост заместителя начальника штаба фольксмарине по организационным вопросам (Stellvertretender Chef des Stabes für Organisation im Kommando der Volksmarine). 30 сентября 1990 года был уволен в отставку.

## Избранные награды
- Орден За заслуги перед Отечеством в бронзе;
- Боевой орден «За заслуги перед народом и Отечеством» в золоте.

## Воинские звания
Контр-адмирал — 7 октября 1982 года.